# 李大钊烈士陵园
李大钊烈士陵园位于北京市海淀区万安公墓内，是为纪念中国共产主义运动的先驱李大钊而建立的。

## 概况
1927年4月28日，李大钊、路友于等中国共产党员被奉系军阀张作霖处决后，灵柩一直停放在北京宣武门外下斜街妙光阁浙寺达6年之久。1933年清明节，在中共北平市委的安排下举行公葬，埋在万安公墓。
1982年，在邓小平的提议下，中共中央为纪念中国共产主义运动的先驱李大钊，决定设立了李大钊烈士陵园。李大钊烈士陵园于1983年在原管理用房的院落里建成。陵园包括李大钊和其夫人赵纫兰的墓，李大钊汉白玉塑像，由邓小平题词的“共产主义运动的先驱伟大的马克思主义者李大钊烈士永垂不朽”的墓碑，还有两间李大钊生平事迹陈列室。1984年，李大钊烈士陵园成为北京市文物保护单位；1986年，被列为全国重点烈士纪念建筑物保护单位。1992年，被北京市政府列为北京市青少年教育基地。1995年，被中华人民共和国民政部列为爱国主义教育基地。 
在李大钊塑像旁，还悬挂着一面中国共产党党旗，烈士陵园已成为中共党员入党仪式和对青少年进行爱国主义思想教育的地方。